# Rhapsodie en jaune
Pour plus de détails, voir Fiche technique et Distribution.
Rhapsodie en jaune est un téléfilm français réalisé par Gérard Marx et diffusé dans le cadre de la série télévisée Série noire le 27 avril 1985 sur TF1.

## Fiche technique
- Titre français : Rhapsodie en jaune
- Réalisation : Gérard Marx
- Scénario : Gérard Marx et Didier Cohen d'après son roman éponyme
- Musique : Bruno Coulais
- Photographie : Martial Thury
- Pays d'origine :  France
- Format : Couleurs
- Genre : Policier
- Date de sortie : 1985

## Distribution
- Patrick Depeyrrat : Alex
- Jade Nadja Nguyen (Nadja Nguyen) : Phuong
- Ei-Ichi Kikuya : Sahn
- Thomas M. Pollard : Brokenheart
- Maxime Leroux : Phil
- Iska Khan : N'Guyen
- Philippe du Janerand : Cazeneuve
- Philippe Dormoy : Franck
- Jacob Weizbluth : Le contrebassiste
- Gil Demurger : Le loubard
- Nguyen Thi My Chau : Minh
- Loi Lam Duc : Quang
- Lim Bonsong : Tuan
- André Chaumeau : M. Blain
- Jean-Pierre Laurent : Le collègue de Cazeneuve
- Olivia Brunaux : Lulu
- Guillermo Benarides
- Mohamed Camara
- Lucien Jérôme
- Jim Adhi Limas
- Jean-Jacques Mandel
- Alain Mourey
- Igede Tapa Sudana
- Jean-Marc Truong
- Shigeaki Yakamashi

## Autour du film
- Le cascadeur et acteur français Gil Demurger apparaît pour la seconde fois dans cette série, après l’épisode Pitié pour les rats et avant les épisodes Le Grand môme et Le Cimetière des durs.

## Source
- Claude Mesplède  et Jean-Jacques Schleret (Éd. rév. de: SN, voyage au bout de la Noire), Les auteurs de la Série noire, 1945-1995, Nantes, Joseph K, coll. « Temps noir », 1996, 627 p. (ISBN 978-2-910-68611-6, OCLC 300207570), p. 589.